# Harald Wieser
Harald Wieser (* 22. März 1949 in Kleve) ist ein deutscher Soziologe, Autor und Journalist. Seine Literaturporträts, Polemiken, Reportagen und Essays prägten den journalistischen und literarischen Diskurs im deutschsprachigen Feuilleton des ausgehenden 20. Jahrhunderts mit.

## Leben und Wirken
Nach dem Studium der Sozialwissenschaften an der Ruhr-Universität Bochum bei Urs Jaeggi absolvierte Wieser ein journalistisches Volontariat in der Redaktion des Fernsehmagazins Panorama. Von 1974 bis 1980 war er gemeinsam mit Hans-Magnus Enzensberger (1974) und Karl Markus Michel (1974–1980) Herausgeber der Zeitschrift Kursbuch. Darüber hinaus wirkte er in diesen Jahren als Lehrbeauftragter an der Sozialakademie Dortmund und an der Gesamthochschule/Universität Kassel. In Kassel promovierte er 1980 bei Ulrich Sonnemann mit einer Arbeit über „Sozialphilosophische Reflexionen zum politischen Verhältnis von Psychoanalyse und Marxismus“.
Von 1980 bis 1989 war Harald Wieser als Redakteur beim Nachrichtenmagazin Der Spiegel tätig, zeitweilig dort auch verantwortlich für den Bücher-Spiegel. Gemeinsam mit Rudolf Augstein und Hellmuth Karasek führte er 1982 das Spiegel-Gespräch mit Ernst Jünger. 1987 führte Wiesers Reportage „Tod eines Pianisten“ über das Schicksal Karlrobert Kreitens und die journalistische Vergangenheit Werner Höfers zu dessen Rücktritt als Moderator des Internationalen Frühschoppens und zur Beendigung dieser Sendung in der ARD.
Von 1985 bis 1989 war Wieser neben Klaus Harpprecht und Wolf Schneider Juror des Internationalen Publizistik-Preises in Klagenfurt. In den Jahren 1990 bis 1992 arbeitete Wieser als Reporter des Magazins Stern. Im Jahr 1990 wurde seine Stern-Reportage Der Abschreiber kritisch rezipiert, in der er dem Schriftsteller Walter Kempowski vorgeworfen hatte, in seinem Roman „Aus großer Zeit“ plagiiert zu haben. In den folgenden 1990er Jahren wirkte er als Co-Autor der Autobiographien von Hanns-Joachim Friedrichs, Harald Juhnke und Peter Ustinov. 2003 gab er ein Hörbuch mit verschollenen Rundfunkgeschichten Walter Benjamins heraus. Als Gastautor schreibt er gelegentlich für Die Zeit.
Harald Wieser lebt und arbeitet als freischaffender Publizist in Hamburg und Bremen.

## Werke (Auswahl)
- Sozialphilosophische Reflexionen zum politischen Verhältnis von Psychoanalyse und Marxismus, Exkurse zur Dialektik des blinden Bewusstseins und der beschädigten Identität. Diss. Kassel 1980
- Kursbuch (Hrsg.)  Ausgaben 35 bis 59. Mit Hans Magnus Enzensberger (35 bis 40, 1974) und Karl Markus Michel (35 bis 59, 1974–1980)
- Gespräche mit Ernst Bloch. Hrsg. mit Rainer Traub. Edition Suhrkamp, Frankfurt a. M. 1974 ISBN 978-3-518-00798-3
- Von Masken und Menschen. Band I: Portraits und Polemiken. Haffmans Verlag, Zürich 1991 ISBN 3-251-01081-6
- Von Masken und Menschen. Band II: Essais und Affairen. Haffmans Verlag, Zürich 1991 ISBN 3-251-01082-4
- Mit Hanns-Joachim Friedrichs: Journalistenleben. Droemer Knaur, München 1994 ISBN 978-3-426-26834-6
- Mit Harald Juhnke: Meine sieben Leben. Rowohlt, Reinbek bei Hamburg 1998 ISBN 978-3-498-03331-6
- Walter Benjamin: Aufklärung für Kinder. Hörbuch. Ausgewählt und gelesen von Harald Wieser. Hoffmann und Campe, Hamburg 2003 ISBN 978-3-455-30343-8
- Peter Ustinov: Achtung! Vorurteile. Nach Gesprächen mit Harald Wieser und Jürgen Ritte. Hoffmann und Campe, Hamburg 2003 ISBN 978-3-455-09410-7
- Bildgewitter/Struck by Pictures. Hrsg. mit Mark Gisbourne, Clemens Meyer, Kerber Verlag, Bielefeld 2013 ISBN 978-3-86678-912-8
- »I am perfec!« Eine Ermutigung. Beiheft in: Michael Ensser (Hrsg.): Die Sinngestalter – Leadership in rastlosen Zeiten. EgonZehnder, Berlin 2018
- WIE bitte? Das Gift des Vorwurfs. Beiheft in: Michael Ensser (Hrsg.): Terra incognita. Gemeinsam auf neuen Wegen. EgonZehnder, Berlin 2019